# Белона (Италия)
 Тази статия е за градчето в Южна Италия.  За римската богиня вижте Белона.  
Бело̀на (на италиански: Bellona) е градче и община в Южна Италия, провинция Казерта, регион Кампания. Разположено е на 63 m надморска височина. Населението на общината е 5846 души (към 2010 г.).